# 2010年9月澳门

## 9月30日
- 行政長官崔世安會見社會服務界選委後表示，明年施政會以民生為重點。華僑報（页面存档备份，存于）
- 司警局將增加一廳八署。市民日報[]
- 原下環臨時街市將興建包括衛生中心在內的社會服務大樓。市民日報[]
- 葡萄牙商業銀行澳門分行開業。正報
- 社會文化司司長張裕表示，全力支持香港申辦2023年亞洲運動會。市民日報[]
- 國際勞工組織亞太區局局長及北京局局長霍百安女士結束兩日訪澳行程。新聞局（页面存档备份，存于）

## 9月29日
- 行政長官批示，以「社會人士」身分委任兩名終審法院法官為法律改革諮詢委員會成員。立法議員吳國昌指政府做法是混淆了行政與司法的不同角色。印務局（页面存档备份，存于）華僑報（页面存档备份，存于）
- 立法會前主席曹其真表示，立法會選舉法亦要因應情況修改。澳門日報
- 治安警繼五一遊行後再度拒絕發起國慶遊行的團體行經新馬路。正報

## 9月28日
- 政府推出「六招十式」促進房地產市場可持續發展。新聞局（页面存档备份，存于）
- 土地工務運輸局局長賈利安承認，四季酒店以轉讓股權方式「分售」並不違法。市民日報[]

## 9月27日
- 政府宣佈路環石排灣CN7地段上經濟房屋項目重新啟動，預計興建360個單元，2012年落成。正報
- 港珠澳大橋管理局掛牌成立。市民日報[]
- 澳門互聯網域名管理及登記服務開標，四家公司中一家不獲接納。華僑報（页面存档备份，存于）
- 政府與新福利和澳巴延長經營合約至2011年7月。新聞局（页面存档备份，存于）

## 9月26日
- 新視角學會調查發現，十二名直選立法議員中，吳國昌、關翠杏和區錦新的評分在前三位，而近半數受訪者則認為議員表現一般。市民日報[]

## 9月25日
- 原訂前往江西南昌參加「第五屆中國中部投資貿易博覽會」的行政長官崔世安因遇到惡劣天氣被迫折返，並取消行程。華僑報（页面存档备份，存于）
- 新橋叉巷發生懷疑縱火案。十名居民不適送院。澳門日報
- 政府計劃於十年內，提升市民與護士的比例，達至十年內一千比四的目標。華僑報（页面存档备份，存于）
- 高教辦表示，去年高中畢業生升讀高等院校比率達九成。市民日報[]

## 9月24日
- 一名蔡高中學女校工因與上司爭執企圖跳樓，最後獲救。正報
- 澳門航空開通澳門至新加坡及曼谷貨運航線。市民日報[]
- 南光天然氣副總經理表示，計劃在澳門半島、氹仔和路環各設一個供氣場站。華僑報（页面存档备份，存于）

## 9月23日
- 天主教澳門教區主教黎鴻昇表示，在包括風順堂在內的世遺附近興建垃圾房。華僑報（页面存档备份，存于）
- 被指上月干預澳廣視新聞自由的宗教團體負責人否認涉及事件，而相關記者表示保留法律追究權利。正報

## 9月22日
- 政府發言人譚俊榮指澳門社會對近日釣魚台問題的反應「充分體現了澳門居民維護國家主權和領土完整的堅定意志和決心。」新聞局（页面存档备份，存于）
- 譚俊榮又指，行政長官會就來年施政報告親身訪問基層聽取意見。另外政府會再安排時間約見新澳門學社。華僑報（页面存档备份，存于）
- 旅遊學院研究顯示，澳門旅客數量與滿意度成反比。新聞局（页面存档备份，存于）

## 9月21日
- 澳博董事蘇樹輝期望政府能減輕對澳門基金會注資要求，以多出款項協助員工。正報
- 對於行政會刪除《因公法援》法案中第四條，行政法務司司長陳麗敏認為，是體現立法過程中充份溝通，本澳邁向成熟立法。華僑報（页面存档备份，存于）

## 9月20日
- 《因公法援》法案：
  - 行政會宣佈，對法案作重大修訂，包括
    - 第4條涉及「官告民」的條文整條刪除；
    - 行政長官、主要官員、司法官被剔除出法案的司法援助對象；
    - 增設獨立委員會審核司法援助申請。

  - 政府亦計劃修訂現行對象包括一般居民的司法援助制度，下月將提出文本諮詢公眾。正報
- 有保釣人士遞信，抗議在9月18日仍然舉行煙花表演。正報
- 行政會完成討論兩條行政法規草案，分別建議：
  - 延長「社會房屋輪候家團住屋臨時補助發放計劃」至明年八月底，並調升補助金額三百元及五百元。此外，亦放寬有關家團每月入息上限。華僑報（页面存档备份，存于）
  - 提高托兒所每班人數上限至二十八名，增加一百五十一個托位。華僑報（页面存档备份，存于）
- 社會文化司司長批示，統一學費援助、膳食津貼及學習用品津貼援助申請。其中向私校學生首次推出膳食津貼，並調整各項援助金額。印務局（页面存档备份，存于）

## 9月19日
- 六家公共天線公司恢復播出澳廣視的英超節目訊號。華僑報（页面存档备份，存于）
- 就風順堂側興建垃圾房一事，有坊會出現意見不一致。而社會文化司司長張裕回應時強調，將就事件繼續聽取社會意見。正報
- 衛生局計劃與科大合作，在科大醫院設置氹仔急症站。市民日報[]

## 9月18日
- 行政長官崔世安表示政府已著手研究設立高等教育基金。華僑報（页面存档备份，存于）
- 澳廣視發表聲明，重申其2010-13年度英超播放權是合法購得。華僑報（页面存档备份，存于）
- 「WiFi任我行」無線寬頻系統昨日起在三十四個地點正式啟動。華僑報（页面存档备份，存于）

## 9月17日
- 行政長官崔世安四季酒店與多名選舉委員會成員座談，收集對明年施政報告的建議。新聞局（页面存档备份，存于）
- 繼風順堂後，民政總署計劃在鄭家大屋側興建垃圾房。正報
- 由於收到澳門有線電視的律師信，六家公共天線公司年內第二次宣佈停止播出澳廣視的英超節目訊號。華僑報（页面存档备份，存于）

## 9月16日
- 經濟財政司司長譚伯源表示，國際法事務辦公室主任高德志辭職，不會影響博彩立法。市民日報[]
- 海名居小業主分別向廉署和政府總部遞信，指控有人冒簽小業主授權書，以及物業管理有限公司涉嫌造假賬。華僑報（页面存档备份，存于）

## 9月15日
- 土地工務運輸局發表聲明，重申新濠天地公寓式酒店房間不能作獨立業權登記。新聞局（页面存档备份，存于）
- 體育發展局前局長蕭威利涉嫌濫用職權，聘用沒有專業資格桑拿浴室女按摩師在運動創傷治療中心工作一案開審。華僑報（页面存档备份，存于）
- 學者楊允中表示，市民應理性看待《公務法援》法案，又認為要求行政法務司司長陳麗敏下台是「不合理」、不科學」。市民日報[]
- 澳門科學館股份有限公司董事長吳榮恪表示，科學館。天花及牆璧出現懷疑發霉問題，目前無法確定責任誰屬。華僑報（页面存档备份，存于）

## 9月14日
- 個人資料保護辦公室發表聲明，指所有未成年人的澳門通學生卡申請均須有父母一方或監護人簽署。新聞局（页面存档备份，存于）
- 行政暨公職局朱偉幹局長和法務局張永春局長等接見了三位吳國昌、區錦新和陳偉智立法會議員，並就他們提出的問題作出說明。 新聞局（页面存档备份，存于）
- 澳門機場計劃把跑道擴寬至60米，以配合大型飛機升降。市民日報[]

## 9月13日
- 非凡航空召開債權人大會。由於未有提出任何拯救方案，被法官宣佈破產。澳門日報
- 聖老楞佐堂側興建垃圾房一事，堂區已收集到三百個簽名反對。民署派出代表會見教友。正報
- 澳博表示有興趣進軍路氹，又認為霍震霆進入董事會可促進文化產業發展。華僑報（页面存档备份，存于）
- 一份問卷調查顯示，近八成博彩業員工感到工作壓力大，主要是因為前景不明和工作環境差。華僑報（页面存档备份，存于）

## 9月12日
- 《亞洲周刊》總編輯邱立本指澳門的新聞自由未受《維護國家安全法》的影響。正報
- 思匯網絡研究總監陳卓華指立法會應增加議席總數和直選議席。正報
- 十個設計入選南灣湖C、D區規劃概念徵集活動公開展示。市民日報[]

## 9月11日
- 澳門理工學院院長李向玉表示，已經向政府申請升格為大學。市民日報[]

## 9月10日
- 行政法務司司長陳麗敏指不會就公墓批給事件辭職，而民署已就有文件洩出向司警報案。正報
- 大三巴周圍首期考古工作成果公佈，發現罕見青花瓷。新聞局（页面存档备份，存于）
- 中央贈澳一對大熊貓已取名為「開開」、「心心」。該組合在5.6萬票中佔近44%。澳門電台（页面存档备份，存于）

## 9月9日
- 行政長官崔世安會見澳區全國人大、政協代表，為來年施政報告作準備。新聞局（页面存档备份，存于）
- 本澳首度揭發有「非法旅館」在網上招徠客人。新報[]
- 立法議員陳偉智就有報章專欄指澳廣視新聞部高層打壓前線記者提出書面質詢。澳廣視新聞部否認其事。正報

## 9月8日
- 政府批准三幅位於氹仔，包括已經落成的濠庭都會的土地改為商住用途。印務局（页面存档备份，存于）
- 一名警察在氹仔偉龍馬路鳴槍追截一名持逾期非本地勞工身份咭的男子，惟被其成功逃脫。澳門日報
- 保安司司長辦公室發表聲明，指未有修改集會權及示威權法律的計劃。新聞局（页面存档备份，存于）
- 行政法務司司長辦公室拒絕評論議員高天賜指司長陳麗敏間接干預《號角報》發一事。新聞局（页面存档备份，存于）
- 澳門大學學生會發表特別通告，批評校方招生及宿舍安排政策失當，導致宿位嚴重不足。正報

## 9月7日
- 天主教澳門教區主教黎鴻昇承認要求旗下《號角報》不要再報導政治新聞，但否認是因為行政法務司司長陳麗敏投訴。正報
- 行政長官崔世安抵達福建廈門，出席「第十四屆中國國際投資貿易洽談會」開館式。他同時表示日後會減少外訪。新聞局（页面存档备份，存于）
- 澳博已經向澳門特區政府申請取得金沙中國在路氹金光大道的金沙第七、八期土地。華爾街日報（页面存档备份，存于）

## 9月6日
- 行政長官崔世安與斯洛伐克總統伊萬·加什帕羅維奇會面。新聞局（页面存档备份，存于）
- 大西洋銀行和中國銀行澳門分行獲續發鈔權十年。華僑報（页面存档备份，存于）

## 9月5日
- 行政長官崔世安出發前往深圳前就就行政長官辦公室主任譚俊榮身兼八職回應指，由於現在特區正加強區域合作，不少工作都必須要由行政長官辦公室作初步接觸。華僑報（页面存档备份，存于）

## 9月4日
- 海名居業主會發生糾紛，出現擲雞蛋場面。華僑報（页面存档备份，存于）
- 港務局指斗門有垃圾傾倒並不影響澳門供水。新聞局（页面存档备份，存于）

## 9月3日
- 路氹城蓮花路南面近蓮花圓形地第二期填土及排放網的建造工程開標，共收到19份標書。新聞局（页面存档备份，存于）
- 行政長官辦公室主任譚俊榮表示，前財政局局長劉玉葉不會被委任中醫藥科技產業園籌備辦或將成立公營企業的一員。華僑報（页面存档备份，存于）
- 行政長官辦公室主任譚俊榮表示，會考慮舉行定期新聞發佈會。華僑報（页面存档备份，存于）

## 9月2日
- 社會文化司司長張裕訪問台灣，出席旅遊局於台北舉行的「台北‧澳門周」活動。新聞局（页面存档备份，存于）
- 社會文化司司長張裕就社會保障基金轉交其管轄不予置評。正報

## 9月1日
- 行政長官崔世安抵達長春市，參加第六屆中國吉林‧東北亞投資貿易博覽會。新聞局（页面存档备份，存于）
- 社會房屋確定輪候名單公佈。4,798份申請獲接納。新聞局（页面存档备份，存于）
- 行政會議成員陳明金證實獨資接辦亞洲(澳門)國際公開大學。華僑報（页面存档备份，存于）
- 教青局局長蘇朝暉表示，一所位於北區的公立學校經調整將於下學年開課，預計收生不超過一千人。澳門（页面存档备份，存于）
- 治安警在關閘設立專道，協助疏導跨境上學的澳門學生。澳門電台（页面存档备份，存于）